# Inminban
Inminban (lit. "unidades de bairro" ou "unidades do povo") é uma forma de organização cooperativa local na Coreia do Norte semelhante à vigilância de bairros. Não existe nenhuma pessoa norte-coreana fora do sistema inminban; todo mundo é um membro.

## História
A rede inminban foi estabelecida no final dos anos 1960. Toda mulher norte-coreana que não tem um emprego de tempo integral é obrigada a participar de atividades do inminban, que incluem limpar banheiros públicos, arrumar a vizinhança, fabricar pequenos itens em casa e, ocasionalmente, ir ao campo para fazer trabalho agrícola. Isso torna as mulheres desempregadas quase tão ocupadas quanto as que tem empregos e contribuem para a alta participação feminina na força de trabalho da Coreia do Norte. No final dos anos 1960, as mulheres norte-coreanas empregadas recebiam uma ração diária de 700 gramas de arroz, enquanto as mulheres desempregadas que participavam do inminban recebiam apenas 300 gramas. Desde a década de 1990, a eficácia da rede inminban enfraqueceu.

## Estrutura
Um inminban típico consiste em 25–50 famílias e é definido pela proximidade residencial. Por exemplo, um inminban pode consistir em todas as famílias compartilhando uma escada em comum em um grande prédio de apartamentos. Cada inminban é chefiado por um oficial, geralmente uma mulher de meia-idade, conhecida como inminbanjang (chefe da unidade do povo). Normalmente, ela receberá do Estado uma pequena remuneração por seu trabalho, bem como rações adicionais de alimentos.
O sistema inminban não faz parte formalmente do aparato de segurança norte-coreano, mas o apoia. Todos os membros inminban são responsáveis por monitorar uns aos outros quanto a atividades criminosas ou desobediência política. A inminbanjang se reúne regularmente com as autoridades do partido e relata mau comportamento a eles. O comitê popular do escritório distrital local (hanja: 洞事務所人民委員會) supervisiona o trabalho da inminbanjang e transmite as diretrizes do Partido dos Trabalhadores da Coreia.
Alguns estudiosos dizem que a crise econômica norte-coreana e a fome subsequente da década de 1990 deixaram a Coreia do Norte incapaz de compensar funcionários como a inminbanjang, reduzindo seu incentivo para ajudar o Estado a manter o controle social. Diz-se que a inminbanjang ainda é um apoio importante para o aparato de segurança norte-coreano, mas talvez menos motivada e diligente do que costumava ser.
Além da vigilância, o inminban se engaja na gestão de bairros, por exemplo, cuidando do lixo.

## Bibligorafia
- Hassig, Ralph C; Oh, Kong Dan (2015). The hidden people of North Korea: everyday life in the hermit kingdom. Lanham: Rowman & Littlefield Publishers. ISBN 978-0742567184
- Lankov, Andrei (2007). North of the DMZ: essays on daily life in North Korea. Jefferson, N.C.: McFarland & Co. ISBN 978-0786428397
- Lankov, Andrei (2015). The Real North Korea: Life and Politics in the Failed Stalinist Utopia. Oxford: Oxford University Press. ISBN 978-0-19-939003-8
- Katzeff Silberstein, Benjamin (1 de janeiro de 2010). «North Korea: Fading Totalitarianism in the 'Hermit Kingdom'» (PDF). doi:10.2139/ssrn.1619270
- Demick, Barbara (2010). Nothing to envy: ordinary lives in North Korea Spiegel & Grau trade pbk. ed. Nova Iorque: Spiegel & Grau. ISBN 978-0385523912. (pede registo (ajuda))